# میدان‌های نفتی نروژ

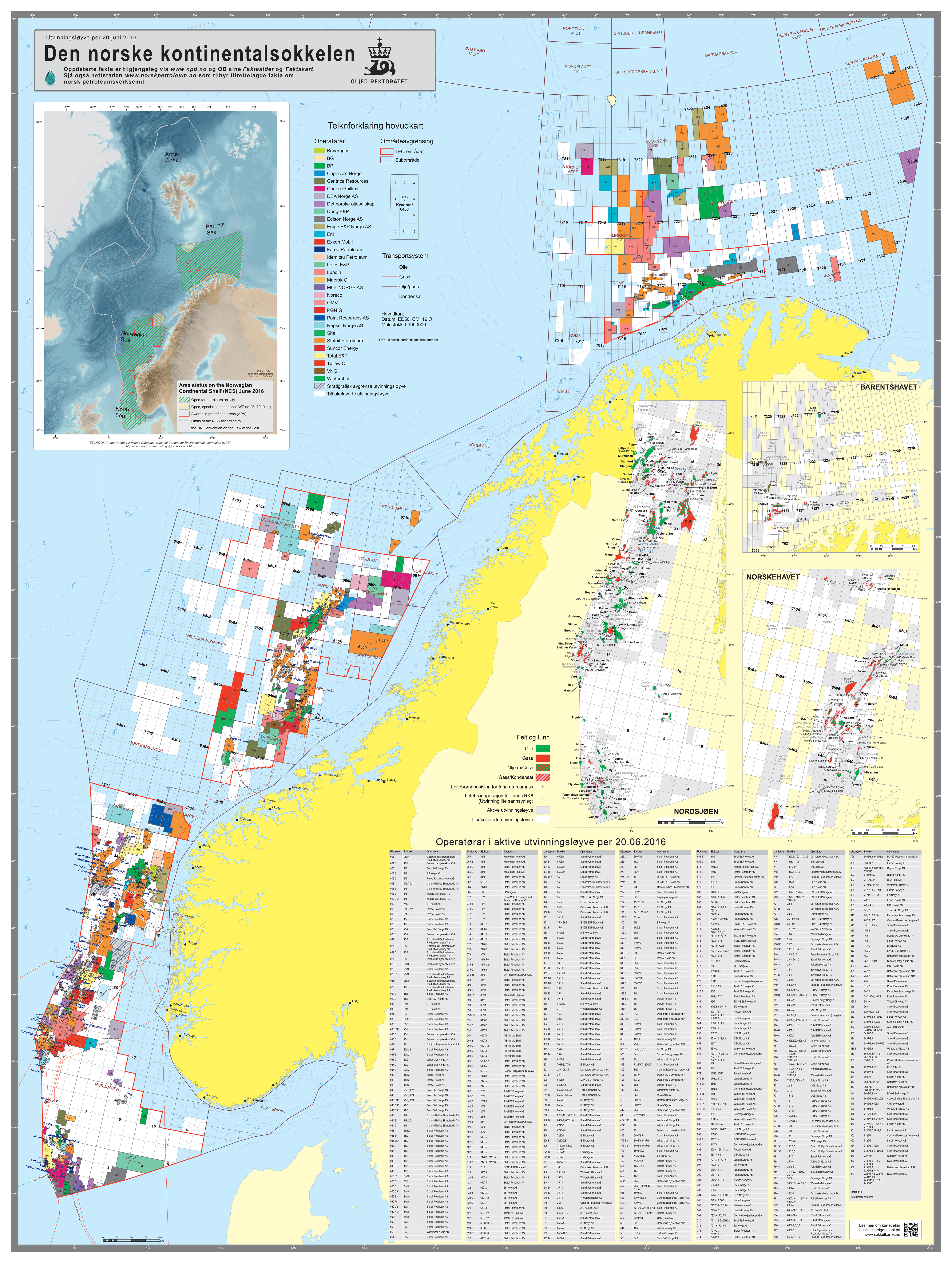

میدان‌های نفتی نروژ به مجموعه‌ای از ذخایر نفتی گویند که در فلات‌قاره نروژ واقع شده‌اند و تحت مالکیت دولت نروژ می‌باشند. اکتشاف نخستین میدان نفتی نروژ به نام اکوفیسک در سال ۱۹۶۹ (میلادی) روی داد و در پایان سال ۲۰۲۰، بالغ بر ۹ میدان نفتی نیز در حال توسعه جهت استخراج می‌باشند.
تا امروز، ۱۱۵ میدان نفتی در نروژ کشف شده که تا پایان سال ۲۰۲۰ (میلادی)، تولید نفت از ۹۰ میدان صورت گرفته. همگی میدان‌های نفتی نروژ در دریا قرار دارند و گستردگی آنها به این شرح می‌باشد: ۶۷ میدان نفتی در دریای شمال، ۲۱ مورد در دریای نروژ و ۲ مورد نیز در دریای بارنتز.